# František Mikš
František Mikš (* 24. září 1966 Třebíč) je šéfredaktor nakladatelství Books & Pipes, šéfredaktor konzervativně-liberální revue Kontexty. Působí rovněž v brněnském konzervativně-liberálním think tanku a nakladatelství Centru pro studium demokracie a kultury (CDK), je předsedou Pravého břehu – Institutu Petra Fialy. Autor a spoluautor řady knih, studií a článků o politice, společnosti, kultuře a výtvarném umění.

## Životopis
Do roku 1989 pracoval jako topič a správce kulturního domu a věnoval se zejména přípravě samizdatových časopisů a knih. Od roku 1990 se profesionálně zabývá nakladatelskou činností v oblasti odborné a nekomerční literatury a řídí několik nonprofitních institucí. Spoluzakladatel časopisu Proglas (1990) a později jeho dlouholetý šéfredaktor (od roku 1994). Jeden ze zakladatelů brněnského CDK (1993), spoluzakladatel a šéfredaktor nakladatelství Barrister & Principal (do roku 2017).

## Vybrané publikace
- Rozhovory s Vladimírem Čermákem o filosofii, politice a právu, spolu s Petrem Fialou, CDK, Brno 2000, ISBN 80-85959-60-7
- Česká konzervativní a liberální politika, spolu s Petrem Fialou, Brno 2000, ISBN 80-85959-73-9
- Gombrich. Tajemství obrazu a jazyk umění. Pozvání k dějinám a teorii umění, Barrister & Principal, Brno 2008, 2009, 2010, 2016 ISBN 978-80-87029-86-2
- Gombrich. Porozumět umění a jeho dějinám, spolu s Ladislavem Kesnerem, Barrister & Principal / Masarykova univerzita, Brno 2010, ISBN 978-80-87029-57-2
- Jiná modernita. Braque, Beckmann, Kokoschka, Balthus, Barrister & Principal, Brno 2013, ISBN 978-80-87474-50-1
- Co zůstává. Malá antologie soudobé české poezie, ed., CDK, Brno 2013, ISBN 978-80-7325-321-9
- Rudý kohout Picasso. Ideologie a utopie v umění 20. století: Od Malevičova černého čtverce k Picassově holubici míru, Barrister & Principal, Brno 2015, ISBN 978-80-7485-048-6
- Czerwony kogut Picasso. Ideologia a utopia w sztuce XX wieku. Od czarnego kwadratu Malewicza do gołąbka pokoju Picassa, M Wydawnictwo, Kraków 2016, ISBN 978-83-8021-078-3
- Obrana ženských tvarů (a jiné chestertonovské chvály a obrany), Barrister & Principal, Brno 2016, ISBN 978-80-7485-103-2
- Manifest čtyř. Program pro přátele svobody, spolu se Stanislavem Balíkem, Petrem Fialou a Jiřím Hanušem, Books & Pipes Publishing, Brno 2017, ISBN 978-80-7485-135-3
- Posedlost. Extrémy a vášně malířské moderny, Books & Pipes Publishing, Brno 2018, ISBN 978-80-7485-162-9
- Básníci čtou básníky, ed., CDK a Books & Pipes Publishing, Brno 2018, ISBN 978-80-7325-467-4
- Picasso, a vörös kakas. Ideológiák és utópiák a 20. századi művészetben, Typotex, Budapest 2019, ISBN 978-963-493-025-9
- Konzervatismus dnes. Politika, společnost a zdravý rozum v době nerozumu, spolu s Petrem Fialou, Books & Pipes Publishing, Brno 2019, ISBN 978-80-7485-186-5
- Listopad 1989 včera a dnes. Mánesovská setkávání, eds. (spolu s Petrem Fialou), Books & Pipes, Brno 2019 (neprodejné)
- Gombrich. Tajemství obrazu a jazyk umění. Pozvání k dějinám a teorii umění, 4. rozšířené vydání, Books & Pipes, Brno 2021, ISBN 978-80-7485-231-2
- The Curse of Empire and the Russian Lie. Russia and Ukraine in Context, eds. (spolu s Kateřinou Hlouškovou), Books & Pipes, Brno 2022 (neprodejné)
- Prokletí impéria a ruská lež. Rusko a Ukrajina v kontextu a Kontextech, eds. (spolu s Kateřinou Hlouškovou), Books & Pipes, Brno 2023, ISBN 978-80-7485-267-1
- Portréty & vzpomínky, spolu s Petrem Fialou, Books & Pipes, Brno 2023, ISBN 978-80-7485-283-1